# フリードリヒ・フォン・ボーデルシュヴィング (1877年生)

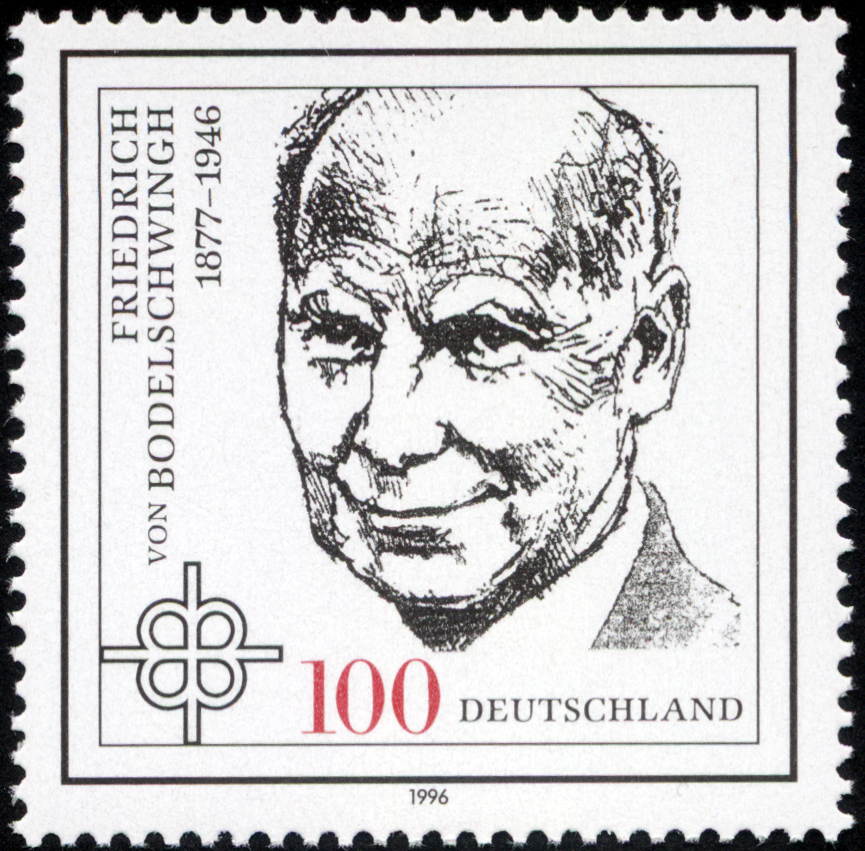
ボーデルシュヴィングの没後50周年切手

フリードリヒ・フォン・ボーデルシュヴィング（Friedrich von Bodelscnhwingh、1877年8月14日 - 1946年1月4日）は、ドイツの福音主義神学者、社会活動家。
同名の父からてんかん患者や精神障害者、貧しい労働者の支援施設であるベーテルを引き継ぎ、ナチスによる障害者抹殺から在住者を守ったことで知られる。

## 生涯
1877年にベーテルで生まれた。テュービンゲン大学福音主義神学部とグライフスヴァルト大学で福音主義神学を学んだ後、福音主義教会牧師となり、父の晩年から本格的にベーテルの運営に携わるようになった。ナチスが政権を獲得し、教会への介入を本格化させた1933年には、福音主義教会の支持を背景に帝国監督に選出されるが、短期間のうちに辞任している。翌年バルメンとダーレムで行われた告白教会の会議に参加する。第二次大戦終結の翌年に死去した。